# Gaucha piranauru
Espèce
Gaucha piranauru est une espèce de solifuges de la famille des Mummuciidae.

## Distribution
Cette espèce est endémique du Minas Gerais au Brésil. Elle se rencontre vers Rio Pardo de Minas.

## Publication originale
- Souza & Ferreira & Carvalho, 2021 : « A new species of the genus Gaucha Mello-Leitão, 1924 from Minas Gerais, Brazil (Solifugae, Mummuciidae). » Zootaxa, no 5061(3), p. 559-572.